# Eugen von Trauschenfels
Eugen Trausch von Trauschenfels (* 3. März 1833 in Kronstadt, Siebenbürgen; † 20. Februar 1903 ebenda) war ein siebenbürgischer Jurist, Publizist und Historiker.

## Leben
Als Sohn des Kronstädter Senators Georg Friedrich Trausch von Trauschenfels und seiner ersten Frau Katharina Josephe Barbenius verlor Eugen wenige Wochen nach seiner Geburt die Mutter und mit sechs Jahren auch den Vater. Dessen Schwester Karoline von Salmen übernahm Eugens Erziehung. Unter der Obhut des Konrektors besuchte er das evangelische Gymnasium in Kronstadt. 1846 wechselte er an das Obergymnasium in Hermannstadt, wo er 1851 die k. k. Rechtsakademie bezog.
1852 ging er an die Wiener Hochschule, an der ihm George Phillips, Leopold von Neumann und Wilhelm Emil Wahlberg ihre besondere Teilnahme zuwendeten. In den Oesterreichischen Blättern für Literatur und Kunst, einer Beilage der amtlichen Wiener-Zeitung, veröffentlichte er Aufsätze.
Nach Abschluss des Studiums trat er am 15. Dezember 1855 bei der Großwardeiner k. k. Statthaltereiabteilung in den Staatsdienst und wurde am 25. Januar 1857 wirklicher Stuhlrichteramtsaktuar des Belenyeser-Stuhlbezirks. mit Belassung in seiner Verwendung bei der Statthalterei.
Wenig später bat er um Entlassung und eröffnete mit seinem älteren Bruder Johann Peter Franz eine Advokatenpraxis in Kronstadt. Im selben Jahre promoviert, fungierte er 1860/61 als Aktuar des Kronstädter evangelischen Presbyteriums und vertrat den Kronstädter Kirchenbezirk im Oberkonsistorium.
Bei Wiederherstellung der sächsischen Verfassung und Reorganisierung der Munizipalbehörden 1861 zum Magistratssekretär in Kronstadt ernannt, wurde er anfangs dem Stadtgericht zugeteilt. Vom Kreis Reps wurde er 1863/64 in den Siebenbürgischen Landtag entsendet. 1864/65 saß er als Abgeordneter seiner Kurie im Reichstag und als Vertreter des Mühlbacher Stuhles im Klausenburger Landtag. Anfang 1866 wurde er Kommunitätsaktuar, im September 1872 provisorischer Obernotar des Kronstädter Stadt- und Distriktsmagistrats. In der Universitätssession 1867/68 vertrat er den Reußmarkter Stuhl.
Anfang 1863 übernahm er die Redaktion der Kronstädter Zeitung. In einem gedruckten Abschied zog er sich am 20. Februar 1867 zurück, nachdem die dualistische Reichsgestaltung durch Bestellung des ungarischen Ministeriums sanktioniert worden war; er behielt aber die Redaktion des Kalenders Der sächsische Hausfreund (Johannes Gött, Kronstadt). Im ersten Band schrieb er die Biographien von J. K. Eber, Karl Fabritius, Franz Friedrich Fronius, Josef Haltrich, Friedrich Müller der Ältere, Georg Friedrich Marienburg, Franz Obert, Friedrich Schuler von Libloy, Georg Daniel Teutsch, im zweiten die von Joseph Grafen Kémeny, Gustav Seivert und Heinrich Wittstock.
Wiederholt wandte er sich gegen die magyarische Unterdrückung der Siebenbürger Sachsen. Mit Eingaben beim Justizminister von Péchy protestierte er gegen die Willkür der ungarischen Gerichtshöfe. In Wien war Trausch weltlicher Rat des Evangelischen Oberkirchenrates Augsburger Konfession.

## Werke (Auswahl)
- Magazin für Geschichte, Literatur und alle Denk- und Merkwürdigkeiten Siebenbürgens
- Deutsche Fundgruben zur Geschichte Siebenbürgens (mit Sammlung siebenbürgischer Schriftsteller), Kronstadt 1860
- M. Marcus Fronius’ Visitationsbüchlein. Ein Beitrag zur Kirchen- and Sittengeschichte des Burzenlandes, ebd. 1868
- Protokollarerklärung der Stadtcommunität von Kronstadt über das provisorische Regulativ für die Wahl der Vertretungskörper, der Stuhls-, Districts- und Gemeindebeamten auf dem Königsboden, ebd. 1869
- Zur Geschichte des öffentlichen Lebens in Siebenbürgen von 1791–1848. Aus dem Ungarischen des Freiherrn Sigmund Kemény, ebd. 1871
- Zur Rechtslage des ehemaligen Törzburger Dominiums. Erläuterungen, ebd. 1871
- Kronstädter Zustände zur Zeit der Herrschaft Stephan Bathori’s in Siebenbürgen (1571–1576), ebd. 1874